# Moviment Islandès-Terra Viva
El Moviment Islandès-Terra Viva (en islandès Íslandshreyfingin – Lifandi Land) va ser un partit polític de tendència verda d'Islàndia fundat pel periodista i ecologista Ómar Ragnarsson i Margrét Sverrisdóttir el 22 de març de 2007.
Va participar per primera vegada a les Eleccions legislatives islandeses de 2007. No va arribar al mínim requerit per la llei a Islàndia (que és d'un 5% dels vots) per a tenir representants a l'Alþingi. Després del congrés de l'Aliança Socialdemòcrata de març de 2009, ambdós partits es presentaren plegats a les eleccions legislatives islandeses de 2009.